# Тевігіно
Теві́гіно (рос. Тевигино) — присілок у складі Бабушкінського району Вологодської області, Росія. Входить до складу Міньковського сільського поселення.

## Населення
Населення — 18 осіб (2010; 20 у 2002).
Національний склад (станом на 2002 рік):
- росіяни — 100 %